# Парад на Красной площади 9 мая 1985 года

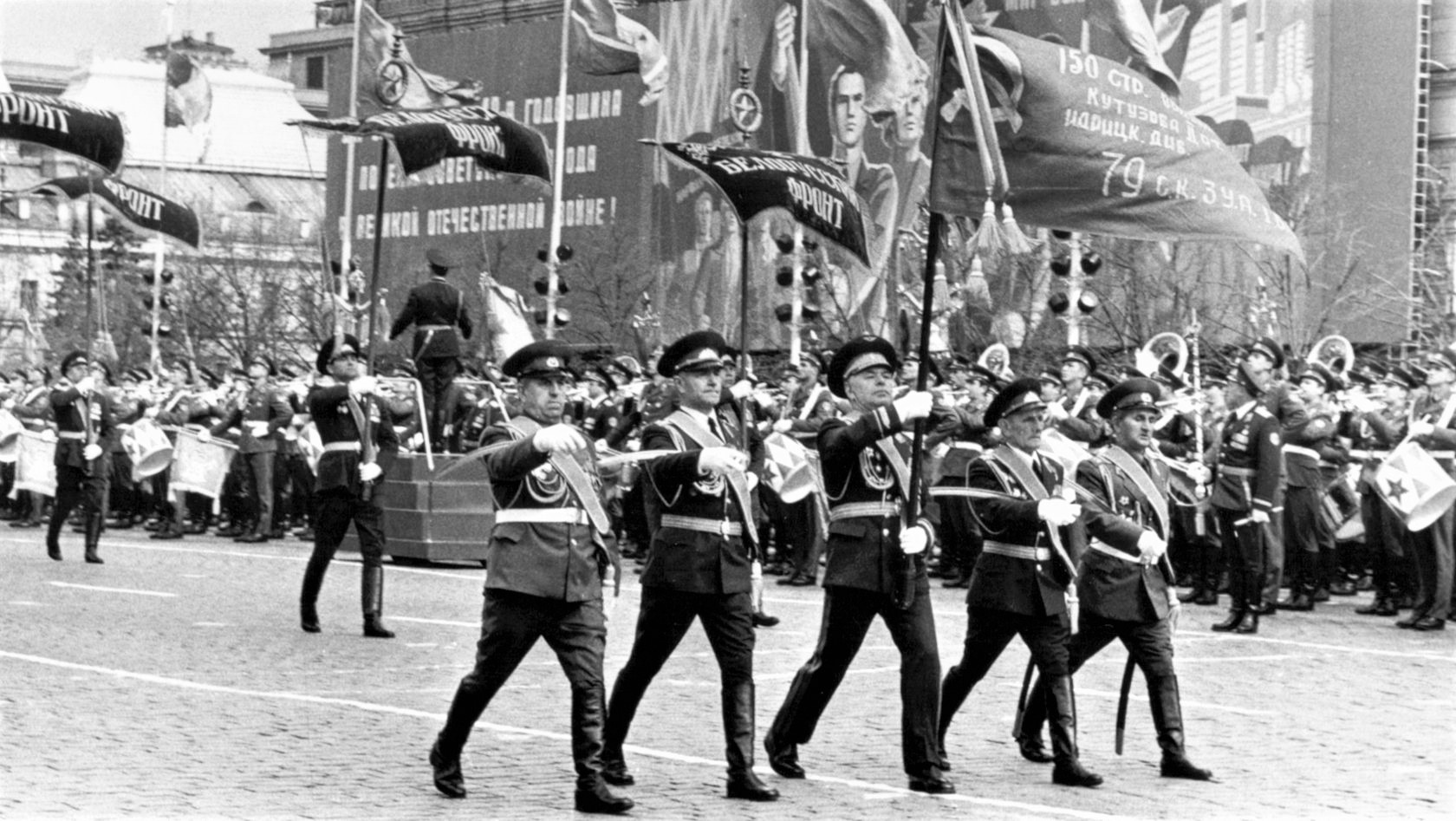
Парад Победы 1985 года. Знамя Победы несёт дважды Герой Советского Союза генерал-полковник авиации Николай Михайлович Скоморохов. Его ассистенты: справа — Герой Советского Союза полковник запаса Николай Максимович Фоменко и полный кавалер ордена Славы Герой Социалистического Труда Павел Андреевич Литвиненко, слева — Герой Советского Союза подполковник запаса Степан Андреевич Неустроев и Герой Советского Союза, полный кавалер ордена Славы Николай Иванович Кузнецов

Парад на Красной площади 9 мая 1985 года состоялся в честь 40-й годовщины Победы советского народа в Великой Отечественной войне. Второй, с 1965 года, советский парад в честь годовщины Победы (третий парад был проведён в 1990 году). 
Парад 1985 года стал последним в истории СССР церемониальным мероприятием сопоставимых масштабов.

## Порядок проведения
Парад начался в 10 часов утра по московскому времени.
Военный парад принимал Министр обороны СССР Маршал Советского Союза Сергей Леонидович Соколов, а командовал командующий войсками Московского военного округа Генерал армии Пётр Георгиевич Лушев
Парад состоял из трёх частей:  

Первая часть — историческая: прохождение колонны ветеранов войны и труда, пронос Знамени Победы и 150 боевых знамён наиболее отличившихся в годы войны частей. 
 
Вторая часть — современная: прохождение частей Московского гарнизона и курсантов высших военных училищ и академий.  

Третья часть — техническая, проезд как боевой техники времён Великой Отечественной войны, так и современных машин.

## Участники
| - Видов, Ферапонт Никифорович - Волков, Василий Павлович - Евтушенко, Андрей Иванович - Ешбаев, Сарсенгали - Зерщиков, Корней Петрович - Зубов, Илья Иванович - Иванов, Виктор Сергеевич - Ищенко, Иван Ильич - Каирский, Николай Николаевич - Калашников, Юрий Васильевич - Калинин, Константин Михайлович - Капитонов, Михаил Михайлович - Красюченко, Фёдор Павлович - Кривуля, Василий Андреевич - Кротов, Роман Тимофеевич - Кудряшов, Константин Сергеевич - Кущ, Василий Андреевич - Нагорный, Иван Яковлевич | - Налдин, Василий Савельевич - Однорогов, Василий Ефимович - Осмонов, Чынтемир Джакшилыкович - Пинчук, Павел Александрович - Репкин, Григорий Васильевич - Розе, Ян Янович - Рудник, Макар Прокопьевич - Рыженко, Григорий Иванович - Саламов, Мумин Закирович - Сафонов, Александр Захарович - Сахно, Николай Иванович - Свилюков, Александр Фёдорович - Свищев, Николай Александрович - Селезнёв, Владимир Иванович - Сиворакша, Пётр Фёдорович - Фролов, Иван Павлович - Ходанович, Лев Сергеевич - Чабанов, Иван Николаевич - Шевченко, Алексей Васильевич - Шмея, Иван Степанович |

## Участие в параде военной техники
Парад 1985 года вплоть до 2008 года оставался последним московским парадом Победы, в котором использовалась бронетехника времён Великой Отечественной войны; до парада 2010 года он оставался последним в СССР и России событием, в рамках которого по Красной площади проезжали знаменитые танки Т-34-85.

### Порядок прохождения военной техники

#### Техника времён Великой Отечественной войны
- Средние танки Т-34-85
- САУ СУ-100
- Орудия ствольной артиллерии буксируемые ЗИЛ-157 ПТП ЗИС-3, гаубицы М-30.
- Гвардейские реактивные миномёты БМ-13 на шасси ЗИЛ-157
- Орудия зенитной артиллерии буксируемые ЗИЛ-157 и Урал-375Д 37 мм и 61-К 85мм 52-К соответственно.

#### Техника Советской Армии
- Боевые машины Таманской дивизии:
  - БРДМ-2 с ПТУР;
  - Бронетранспортёры БТР-70;
  - Боевые машины пехоты БМП-2, десанта БМД-1 и БТР-Д.
- Танки и САУ Кантемировской дивизии;
  - Т-72 и Т-64Б-1, САУ и САО Нона-С, Акация, Гвоздика;
- Реактивная артиллерия: БМ-21 Град на шасси Урал-375Д;
- КрАЗы 260 с пушками «Гиацинт»;
- Ракеты войск ПВО: ЗРК Стрела-10, Бук, Оса, ЗиЛ-157КВ с ракетами комплекса С-75, Урал-375СК1 с ракетами "400" комплекса «Даль», ОТРК Точка, ТР «Луна-М» на шасси ЗИЛ-135, Р-17М на базе МАЗ-537, ОТРК Темп-С[источник не указан 3355 дней].